# Maria Rosenkranzkönigin (Stockstadt am Main)

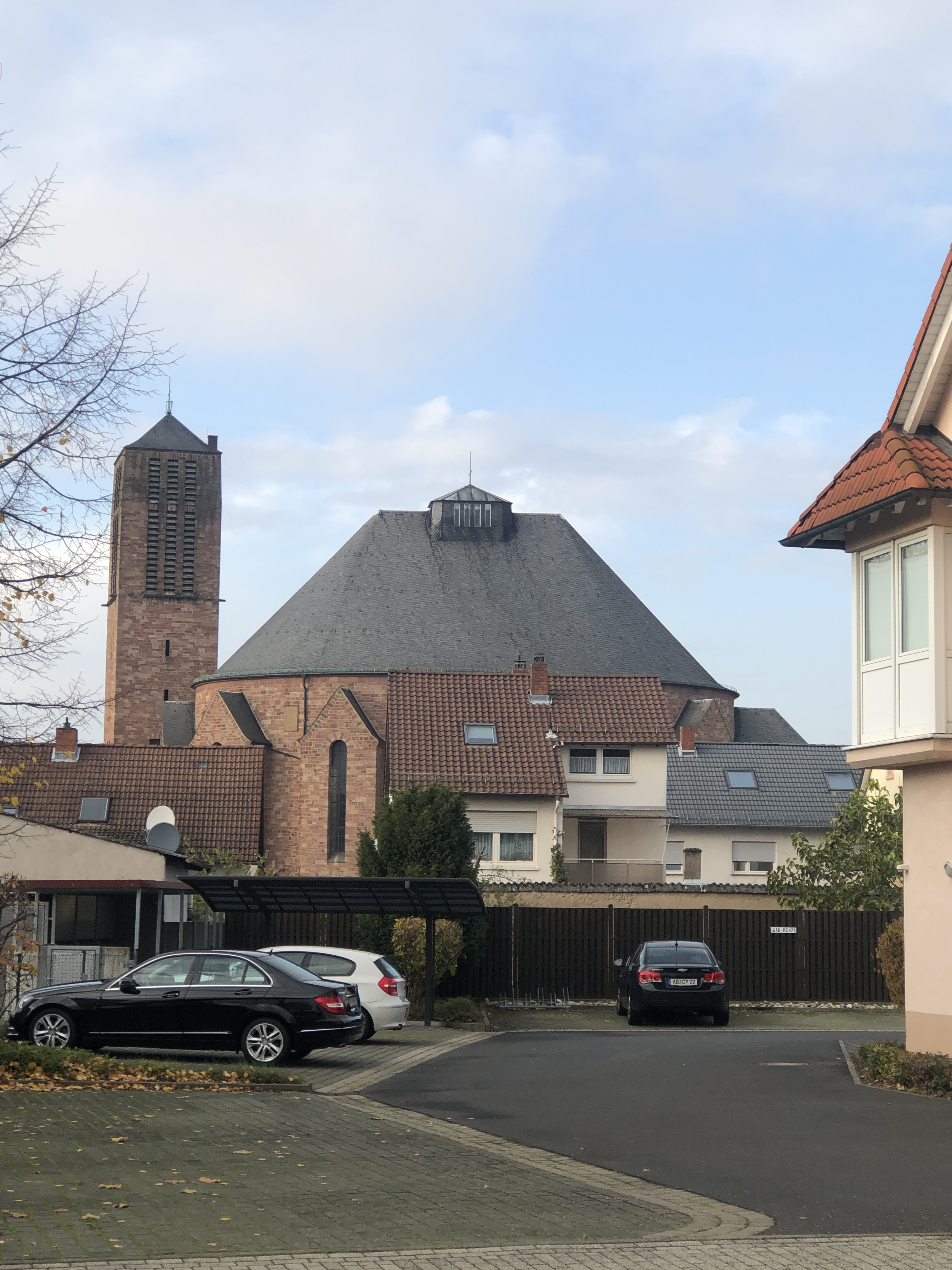
Maria Rosenkranzkönigin (Stockstadt am Main)

Die römisch-katholische, denkmalgeschützte Pfarrkirche Maria Rosenkranzkönigin steht in Stockstadt am Main, einem Markt im Landkreis Aschaffenburg (Unterfranken, Bayern). Die Kirche ist unter der Denkmalnummer D-6-71-155-30 als Baudenkmal in der Bayerischen Denkmalliste eingetragen. Die Pfarrei gehört zum Dekanat Aschaffenburg-West des Bistums Würzburg.

## Beschreibung
Der mit einem schiefergedeckten, steilen Dach bedeckte Zentralbau aus rotem Sandstein auf ovalem Grundriss mit einem Campanile, in dessen Glockenstuhl fünf Kirchenglocken hängen, wurde 1948–52 nach einem Entwurf von Hans Schädel unter Verwendung von Trümmern der 1945 gesprengten Eisenbahnbrücke über den Main gebaut. Zur Kirchenausstattung gehört ein Hochaltar, in dem Reliquien eingeschlossen wurden. Die Orgel mit 38 Registern, 3 Manualen und einem Pedal wurde 1955 von den Gebrüdern Hindelang gebaut.